# Aitor Silloniz
Aitor Silloniz (né le 17 février 1977 à Berna) est un coureur cycliste espagnol, membre de l'équipe Euskaltel-Euskadi de 1999 à 2005. Il a remporté une étape du Tour de l'Avenir 2002 à Super-Besse. Son frère Josu (es) a également été cycliste professionnel dans la même équipe.

## Palmarès

### Palmarès amateur
- 1993
  - 2e du championnat d'Espagne de cyclo-cross cadets
- 1998
  - 4e étape du Circuito Montañés
  - Clásica Memorial Txuma
  - Subida a Altzo
  - Prueba Ermúa
  - 2e de la Ronde de l'Isard d'Ariège
  - 3e du Mémorial Rodríguez Inguanzo
  - 3e du championnat d'Espagne du contre-la-montre espoirs

### Palmarès professionnel
- 1999
  - 1re étape du Grand Prix international Mitsubishi MR Cortez
- 2001
  - 3e étape de la Semaine catalane
- 2002
  - 7e étape du Tour de l'Avenir